# Cipriano da Cruz

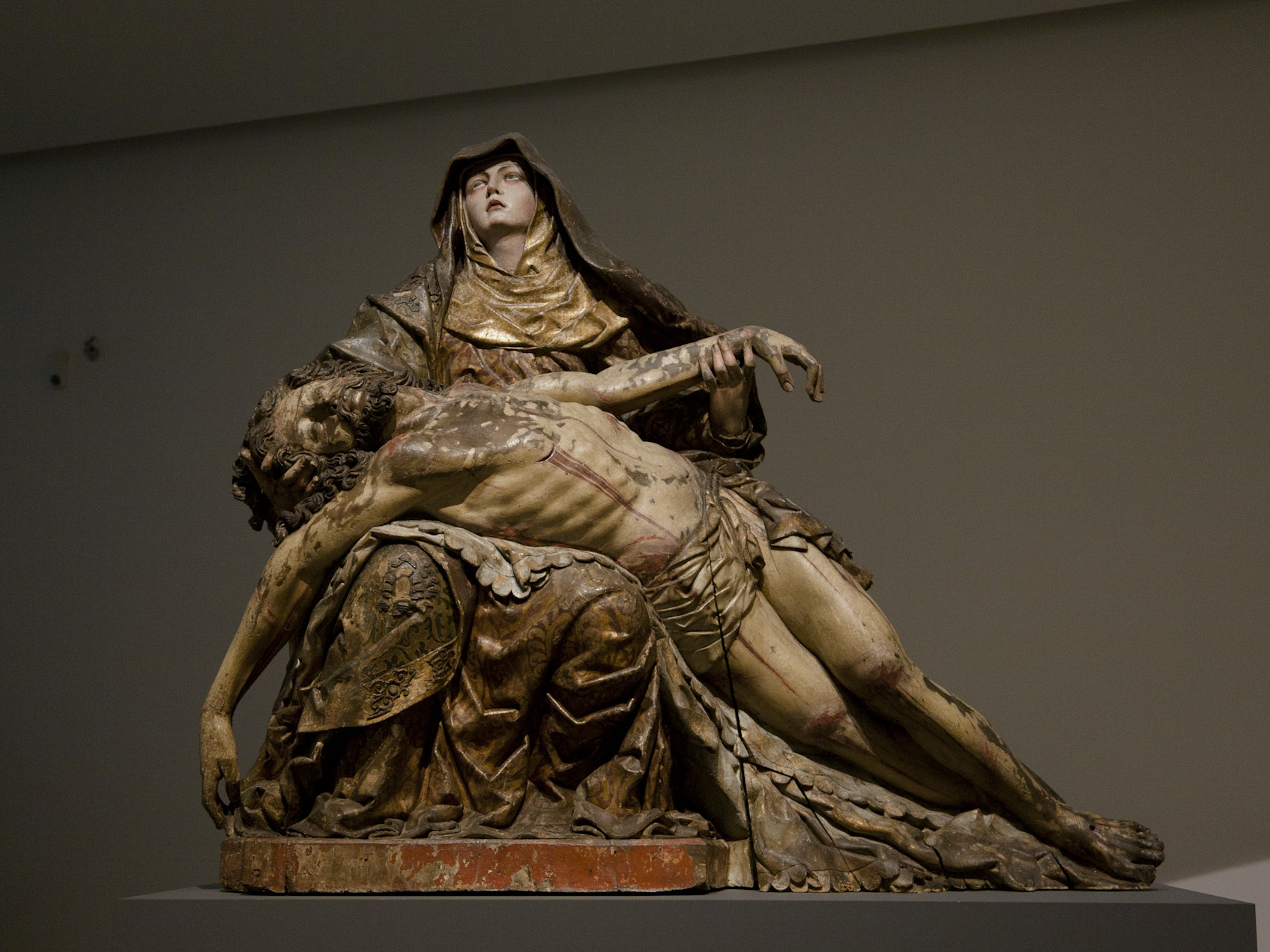
Piedad, en el Museo Nacional de Machado de Castro

Manuel de Sousa, posteriormente conocido como Fray Cipriano da Cruz (Braga, 1645 – Mire de Tibães, 1716) fue un monje benedictino y escultor portugués del periodo barroco.
Su estilo denota la influencia de la escultura castellana contemporánea aunque presenta características singulares en el diseño de sus obras: Figuras masivas muy geometrizadas con un tratamiento de los cabellos de formas rizadas con profundos surcos.

## Obras
No se conoce su obra anterior a 1676 año en que ingresó como hermano lego en la orden benedictina, en su casa matriz, en el Monasterio de Tibães. Una vez dentro de ella se ocupó de las labores escultóricas demandadas por los conventos de la orden en el norte del país, así como para su colegio en Coímbra.
En el Museo Nacional de Machado de Castro de Coímbra se conservan algunas de sus mejores obras provenientes de la iglesia del colegio de su orden en la ciudad:
- Piedad (1685 – 1690)
- San Miguel Arcangel
- San Anselmo
- Santa Lugarda.

Otras obras:
- Santa Catarina en la capilla de San Miguel de la Universidad de Coímbra.
- Diversas esculturas y bajorrelieves en el Monasterio de Tibães